# Aeropuerto de Saint-Laurent-du-Maroni
El Aeropuerto de Saint-Laurent-du-Maroni o bien Aeródromo de Saint-Laurent-du-Maroni  (en francés: Aérodrome de Saint-Laurent-du-Maroni) (IATA: LDX, ICAO: SOOM) es el nombre que recibe un aeropuerto que sirve a la localidad de Saint-Laurent-du-Maroni, que también es una comuna de la Guayana Francesa un territorio dependiente de Francia en América del Sur.
El aeropuerto fue construido una altura de 17 pies ( 5 m) sobre el nivel medio del mar. Se ha designado una pista como 04/22 con una superficie sin pavimentar que mide 1.000 por 45 metros (3.281 pies x 148 pies).
Air Guyane Express operó vuelos regulares en el aeropuerto hasta agosto de 2023.